# 金山摩崖石刻
金山摩崖石刻，位于中国广东省潮州市市区，为潮州市的一个市、县级文物保护单位，类型为石窟寺及石刻，公布时间为1987年12月。
金山摩崖石刻的历史年代为宋—民国。